# 한국조리기능인협회
한국조리협회는 조리인의 직업능력 향상을 통하여 조리 관련 종사자가 긍지와 자부심을 가지고 맡은 분야에 정진하도록 하고, 외식산업 발전과 조리관련 종사자의 경제적·사회적 지위 향상을 도모할 목적으로 2010년 10월 4일 설립·허가된 대한민국 농림축산식품부 소관의 사단법인이다. 주요 사업으로, 매년 국내 최대 규모의 요리대회인 <대한민국 국제요리&제과경연대회>를 주최 및 주관하고 있다. 사무실은 서울특별시 금천구 가산동에 있다. 2016년 한국조리기능인협회에서 한국조리협회로 명칭을 변경하였다.